# سمت سرور
سمت سرور به مجموعه عملیات‌های گفته می‌شود که در سمت سرور در یک شبکه کلاینت_سرور اجرا می‌شود.
به‌طور معمول، سرور یک برنامه کامپیوتری است. از جمله این برنامه‌ها می‌توان به برنامه‌های وب سرور، کنترل راه دور سرور، دسترسی به کامپیوتر محلی یا ایستگاه کاری نام برد. عملیات‌هایی ممکن است در سمت سرور انجام شود. به این دلیل که به توابع و اطلاعاتی نیاز دارند که نمی‌شود در سمت کاربر اجرا شوند. یا اینکه نوعی رفتاری نیاز دارند که اجرای آن بر روی سرویس گیرنده غیرقابل اعتماد است. 
عملیت‌های سمت سرور همچنین ممکن است شامل پردازش و ذخیره اطلاعات از سرویس گیرنده به سرور باشد. که این اطلاعات می‌تواند به وسیله گروهی از کاربران مورد بازدید قرار بگیرد. همچنین SAMP در سرور از کراکر محافظت می‌کند.
نمونه از پردازش‌هایی که سمت سرور اجرا می‌شوند می‌تواند به ایجاد و اقتباس از یک پایگاه MySql اشاره کرد.
به عنوان مثال زبان ها:
- PHP
- Python
- ++C
- جاوا

## همچنین نگاه کنید
- سمت سرویس گیرنده
- برنامه نویسی سمت سرور
- سمت سرور شامل (SSI)